# Tradição Serrana
Grêmio Recreativo e Cultural Escola de Samba Tradição Serrana é uma escola de samba da cidade da Serra, porém disputa o Carnaval da capital, Vitória. Sendo oriunda dos bairros de Feu Rosa e Vila Nova de Colares, firmou uma parceria com outra escola de Serra (Rosas de Ouro), passando a dividir com essa o local de ensaios, eventos e até a confecção de alegorias e fantasias.

## História
A Tradição Serrana foi fundada no ano de 2000 tendo como primeiro presidente o Sr. Mário César dos Santos. Nos anos de 2003 e 2004 a escola não desfilou, mas retornou em 2005 .
Em 2008, foi quarta colocada do Grupo B. No ano de 2009, com o enredo Do Reis Magos ao Goiapaba-Açu, uma história com raízes terminou na 11ª colocação. Já em 2010, com o enredo Fogão, lenha, brasa, o amor se conquista pela boca terminou na 10º colocação. Obteve a mesma colocação no ano seguinte, caindo para o grupo de acesso.
No Carnaval de 2012, a escola foi a terceira e última a desfilar, junto com mais duas agremiações, sendo que além dela, apenas a Rosas de Ouro competia. Seu enredo foi uma homenagem à todas escolas que desfilariam naquele ano em Vitória, além de também homenagear a capital capixaba.
Apresentou diversos problemas em seu desfile, como por exemplo a quebra de dois carros alegóricos, mas mesmo assim superou a rival, sendo campeã e obtendo o acesso ao grupo principal.

## Segmentos

### Presidentes
| Nome                   | Mandato    | Ref.              |
| ---------------------- | ---------- | ----------------- |
| Mário César dos Santos | 2000-?     |                   |
| Vinicius Caran         | 2016-?     | [ 4 ] [ 5 ] [ 6 ] |
| João Vitor             | 2022-atual |                   |

### Diretores
| Ano  | Diretor de Carnaval                                     | Diretor geral de harmonia                               | Mestre de bateria | Ref.  |
| ---- | ------------------------------------------------------- | ------------------------------------------------------- | ----------------- | ----- |
| 2013 |                                                         |                                                         | Marciano          | [ 7 ] |
| 2014 | Comissão de Carnaval (Odilon, Oswaldo, Ricardo e Darci) | Comissão de Carnaval (Odilon, Oswaldo, Ricardo e Darci) | Marciano          |       |
| 2017 | Eduardo Belo                                            |                                                         | Everton Rosa      | [ 5 ] |
| 2018 |                                                         |                                                         | Everton Rosa      | [ 6 ] |
| 2023 |                                                         |                                                         | Julian Silva      | [ 6 ] |

### Coreógrafo
| Período | Nome             | Ref.  |
| ------- | ---------------- | ----- |
| 2013    | Douglas Palluzzo | [ 7 ] |
| 2017    | Cássia Correia   | [ 5 ] |
| 2018-   | Carlos Mota      | [ 6 ] |

### Casal de Mestre-sala e Porta-bandeira
| Período   | Nome                         | Ref.  |
| --------- | ---------------------------- | ----- |
| 2013-2014 | Kelly e Benildo              | [ 8 ] |
| 2015      | Kokomayazaki e Sayuri Kame   | [ 9 ] |
| 2016-2017 | Eduardo Belo e Sayuri Kame   | [ 5 ] |
| 2018-     | Eduardo Belo e Evelyn        | [ 6 ] |
| 2023      | Léo Chocolate e Joyce Santos |       |

### Corte de bateria
| Período   | Rainha          | Madrinha       | Rei            | Ref.          |
| --------- | --------------- | -------------- | -------------- | ------------- |
| 2013-2015 | Luciana Bombom  |                |                | [ 7 ] [ 10 ]  |
| 2016      | Noriko Nambara  |                | Yohji Nakajima | [ 11 ] [ 12 ] |
| 2017      | Pâmela Paganini | Noriko Nambara | Yohji Nakajima | [ 5 ]         |
| 2018-     | Kouko Miasaki   |                | Yohji Nakajima | [ 6 ]         |
| 2022-2023 | Leidi Oliveira  |                |                |               |

## Carnavais
| Ano | Colocação | Grupo | Enredo | Carnavalesco | Intérprete | Ref.          |
| --- | --- | --- | --- | --- | --- | ------------- |
| 2001 | Desfile Não Competitivo                                                                                                | Grupo Especial | A Lenda do Pássaro de Fogo Compositores: Mario do Pega e Ney do Cavaco. | | | [ 13 ]        |
| 2002 | 12º lugar | Grupo Especial | Benditas Benzedeiras e o Reino dos Orixás Compositores: Mario do Pega, Zalem e Ney do Cavaco. | | Jairo Libertade | [ 13 ]        |
| 2003 | Desclassificada | Grupo Especial | As Terras do Cricaré Compositores: Choraca, Priscila e Mosquito. | | | [ 13 ]        |
| 2004 | A Agremiação Desfilou Como Convidada                                                                                   | Grupo Especial | Voei na História, Proclamei no Carnaval: A Serra é Terra da Esperança Social Compositores: Mário do Pega e Flávio do Amor e Samba.                                                                                         | | | [ 13 ]        |
| 2005 | Desclassificada | Grupo Especial | Na Era do Reciclável, Nada Mais é Descartável Compositores: Flavio, Adiel Carteiro Poeta e Vaca Preta. | | Jairo Liberdade |               |
| 2006 | 6º lugar | Acesso A | Na Era do Reciclável, Nada Mais é Descartável Compositores: Flavio, Adiel Carteiro Poeta e Vaca Preta | | Jairo Liberdade | [ 13 ]        |
| 2007 | 6º lugar | Acesso A | Da Senzala Doutor, Hoje Mestre-Sala Compositores: Luiz Carlos Costa Pereira e Flávio da Tradição. | | Willian Santos | [ 13 ]        |
| 2008 | 4º lugar (Promovida)                                                                                                   | Acesso A | Serra, terra de encantos mistérios e paixão. Aqui cheguei, gostei e fiquei! Compositor: Flavio | Comissão de Carnaval                                                                                                   | Willian Santos |               |
| 2009 | 11º lugar | Grupo Especial | Do Reis Magos ao Goiapaba-Açu, uma história com raízes Compositores: Tonico do Cavaco, Flávio, Thiago, Cláudio e Alex Julimar.                                                                                             | Jean e Douglas | Willian Santos |               |
| 2010 | 10º lugar | Grupo Especial | Fogão, lenha, brasa, o amor se conquista pela boca Compositores: Tonico do Cavaco, Attilio, Arildo, Marquinho, Maneco e Thiago Brito.                                                                                      | Jean e Douglas | Willian Santos |               |
| 2011 | 10º lugar (Rebaixada)                                                                                                  | Grupo Especial | De Paranapuã à Serra Encantada dos Deuses Temininós Compositores: Tonico do Cavaco, Attilio Juffo, Marquinho Gente Bamba e Kell do Cavaco.                                                                                 | Wilson Vila Flor | Willian Santos |               |
| 2012 | Campeã | Acesso A | As 13 maravilhas do carnaval capixaba | Rogerio de Yansã | Willian Santos |               |
| 2013 | 10º lugar (Rebaixada)                                                                                                  | Grupo Especial | Os sonhos dos imigrantes viraram realidade. A tradição na passarela canta a tarantela Compositor: Flavio | Wilson Vila Flor | Auri e Ricardo da Tradição                                                                                             | [ 14 ]        |
| 2014 | Campeã | Acesso A | Hoje tem carnaval? Tem sim, senhor! | | William Santos e Ricardo da Tradição                                                                                   | [ 15 ]        |
| 2015 | 3º lugar | Grupo Especial | Entra no ar e na avenida, a Rádio Tradição, em sintonia com os radialistas e o povão Compositores:Lourival das Neves e Marquinho Gente Bamba                                                                               | | Vinicius Caram | [ 9 ]         |
| 2016 | 4º lugar | Acesso A | Congo: uma realidade Compositores: Lourival das Neves, Fefeu, Lauro Campos, Kell e Gibson Muniz | Wilson Vila Flor | William Santos | [ 11 ] [ 12 ] |
| 2017 | 3º lugar | Acesso A | Sim Salabim, o caldeirão vai ferver Compositores: Lourial Das Neves, Jefinho Rodrigues e Marquinhos gente bamba. | Sidney e Angeli | Marcinho Diola e Léo                                                                                                   | [ 5 ]         |
| 2018 | 6º lugar | Acesso A | Abaixo a opressão… Tradição canta ao Rei dos Palmares | Comissão de Carnaval                                                                                                   | Lucas Donato | [ 6 ]         |
| 2019 | 8º Lugar (Rebaixada)                                                                                                   | Acesso A | Um grito ecoou...no sorriso e no abraço negro, a esperança brotou | Comissão de Carnaval                                                                                                   | Willian Santos |               |
| 2020 | 5º Lugar | Acesso B | Os Degredados Filhos de Eva Compositores: Leo Vieira e Marcelo Rosário. | Douglas Palluzzo | Willian Santos e Michel Felipe                                                                                         |               |
| Inicialmente adiados para o mês de julho, os desfiles do Carnaval 2021 foram cancelados devido a pandemia de Covid-19. | Inicialmente adiados para o mês de julho, os desfiles do Carnaval 2021 foram cancelados devido a pandemia de Covid-19. | Inicialmente adiados para o mês de julho, os desfiles do Carnaval 2021 foram cancelados devido a pandemia de Covid-19. | Inicialmente adiados para o mês de julho, os desfiles do Carnaval 2021 foram cancelados devido a pandemia de Covid-19. | Inicialmente adiados para o mês de julho, os desfiles do Carnaval 2021 foram cancelados devido a pandemia de Covid-19. | Inicialmente adiados para o mês de julho, os desfiles do Carnaval 2021 foram cancelados devido a pandemia de Covid-19. | [ 16 ]        |
| 2022 | 5º Lugar | Acesso B | A mágica do saber, a Tradição conta para você! Compositores: Thiago Tarlher, André Filosofia, Xandinho Nocera, Nando do Cavaco, Leandrinho LV, Diley Machado, Giuliano Paim, Katrina Persi, Fabrício Alves e Ronny Potolsk | Claudio Fontes | Michel Felipe |               |
| 2023 | 5º lugar | Acesso B | Do Reis Magos ao Goiapaba-Açu, uma história com raízes Compositores: Tonico do Cavaco, Flávio, Thiago, Cláudio e Alex Julimar (Reedição 2009)                                                                              | Robson Lima | Michel Felipe |               |
| 2024 | Vice-Campeã | Acesso B | Toda Forma de Amor Vale A Pena Compositores: Thiago Tarlher, Viny Machado, Rodrigo Jacopetti, Leandrinho LV, Katrina Persi, Edu Chagas & Alexandre Reis.                                                                   | Robson Lima | Michel Felipe |               |
| 2025 | Vice-Campeã (promovida)                                                                                                | Acesso B | Anos 90 Compositores: Roberth Melodia, Vinícius Moraes, Alex do Cavaco Lira Ariel Rodrigues e Felipe machado. | Lucas Borges | Michel Felipe |               |
| 2026 | | Grupo de Acesso | | | |               |

## Títulos
| Divisão | Divisão | Segunda Divisão | Carnavais | Referências |  | Segunda Divisão | 2 | 2012, 2014. |  |